# Francia paduc
A francia paduc (Parachondrostoma toxostoma) a sugarasúszójú halak (Actinopterygii) osztályának pontyalakúak (Cypriniformes) rendjébe, ezen belül a pontyfélék (Cyprinidae) családjába tartozó faj.

## Rendszertani eltérés
Ezt a halfajt korábban a Chondrostoma nembe sorolták, Chondrostoma toxostoma név alatt; a Parachondrostoma arrigonist pedig az alfajának vélték.

## Előfordulása
A francia paduc folyókban, ritkábban tavakban él. Elterjedési területe Dél- és Délnyugat-Franciaországtól (Rhône, Loire, Garonne vízrendszerei) Észak-Spanyolországig (Kantábria, Pireneusok, az Ebro folyó vidéke) terjed.

## Megjelenése
A hal testhossza 15-20 centiméter, legfeljebb 30 centiméter. A legnagyobb kifogott példány 350 grammot nyomott. 50-57 közepesen nagy pikkelye van az oldalvonala mentén. 43-45 csigolyája van.

## Életmódja
Rendszerint kis csapatokban él a mederfenék közelében. Tápláléka apró rákok, puhatestűek, algák és halikra.

## Szaporodása
Májusban-júniusban ívik elöntött kavicszátonyokon.